# Grčac
Grčac (cyr. Грчац) – wieś w Serbii, w okręgu podunajskim, w gminie Smederevska Palanka. W 2011 roku liczyła 1106 mieszkańców.